# A meddőség lelki vonatkozásai
A mondás szerint "egy nő két dologért képes bármit megtenni: hogy legyen gyermeke, és hogy ne legyen gyermeke". Valóban, a család és a gyermek az emberi boldogság egyik legalapvetőbb forrása, és nagyon nehéz helyzetbe kerül az a nő, aki azzal szembesül, hogy nem lehet gyermeke. A családtervezés során ez fokozatosan tudatosul, ami jelentős stresszforrás az egyén, a pár, a tágabb család és a kiterjedtebb közösség életében. A személy jellemzően dühöt, frusztrációt él át, csökkenhet az önértékelése és interperszonális nehézségei támadhatnak. Gyakoriak a házastársi konfliktusok, a szexuális problémák. A család és a barátok részéről előfordulhat értetlenség, tapintatlanság, mely hosszú távon eltávolodással járhat. A meddőség komoly veszteségélmény is: az érintettek kimaradnak a gyermekvárás élményéből, nem tudnak megfelelni az utódlásra vonatkozó elvárásoknak, nincs lehetőségük betölteni a szülői szerepeket, és gyakran előítéletekkel is szembe kell nézniük.
A meddőség kialakulása komplex folyamat, melynek testi, lelki és társas vetületei vannak, ezért ellátásában egyik sem elhanyagolható. Ami a meddőség lelki oldalát illeti, beszélhetünk esetleges pszichés okokról és következményekről, bár ezek sok esetben nehezen szétválaszthatók.

## A funkcionális meddőség lehetséges pszichés háttértényezői
Számos bizonyíték gyűlt össze, hogy bizonyos lelki okok legalábbis hozzájárulnak az akaratlan gyermektelenség kialakulásához. A termékenységi problémákért senkinek sem érdemes hibáztatni akár magát, akár mást, de hasznos lehet végiggondolni, hogy test és lélek bonyolult, oda-vissza ható, finom kapcsolatrendszere hogyan nyilvánulhat meg az egyes esetekben. A szakirodalom az alábbi lehetséges pszichés háttértényezőket említi:
- Félelem a karrier megszakadásától, a "szabadság" elvesztésétől. Lehetséges, hogy a nőben nem született meg a döntés, hogy most mi a fontosabb: a család vagy a munka?
- Ellentmondásos motiváció: a pár tudatosan törekszik a gyermekvállalásra, de nem tudatos szinten erős szorongás él bennük pl. a szülői szereptől, a gyermekvállalás felelősségétől, a várandóssággal járó testi elváltozásoktól, a szüléstől stb. való félelem miatt.[1]
- Éretlen személyiség, aki még túl erősen kötődik érzelmileg az eredeti családjához
- Kapcsolati jellemzők:
  - párkapcsolati játszmák: például dominanciaharc a pár tagjai között[2]
  - tisztázatlan vagy összekuszálódott szerepek, pl. a kapcsolat inkább szülő-gyerek, mint férfi-nő mellérendelt viszonyához hasonlít, amiben nincs szükség "még egy gyerekre"[1]
  - bizonytalan párkapcsolat: az el nem kötelezettség bizonytalansága stresszforrás lehet a nő számára (még akkor is, ha nem tudatos). A statisztikák szerint az élettársi kapcsolatok termékenysége elmarad a házasságokétól: 2005-ben, 100 családra vonatkoztatva, a házaspárok átlagos gyermekszáma 100 fölött volt, míg az élettársi kapcsolatban élőké csak 76, és a gyerekszám ezekben a kapcsolatokban folyamatosan csökkenő tendenciát mutat.[3]

A krónikus stressz is komoly szerepet játszhat a fogamzás elmaradásában a stressznek a hormonháztartásra – így a nemi hormonok szabályozására – gyakorolt hatásában. Ennek a témának nagy szakirodalma van, ezért külön fejezetet érdemel.

## Stressz az  ismeretlen eredetű azaz funkcionális meddőség hátterében
A túlélés parancsa azt kívánja, hogy amikor az egyed élete veszélyben forog, a fajfenntartás szüneteljen, hiszen az utód csak akkor maradhat életben, ha az anya él és gondoskodni tud róla. Ismert, hogy gyakran elmarad a nők menstruációja szélsőséges stresszhelyzetekben: háborúban, katasztrófákban, koncentrációs táborokba, vagy éppen anorexiában, amikor a szervezet azt "észleli", hogy nem jut táplálékhoz. Az evolúciós pszichológia szerint a meddőség ilyen esetben nem tekinthető rendellenességnek, hanem valójában a sikeres alkalmazkodás egy formája. Ezt támasztja alá az a tapasztalat is, hogy állami gondozásban nevelkedett nők körében is az átlagnál sokkal magasabb, a funkcionális meddőség gyakorisága.
Manapság extrém veszélyhelyzetek ritkán adódnak, de a folyamatos bizonytalanságérzés, a krónikus stressz nagymértékben hozzájárulhat a meddőség kialakulásához. Az egzisztenciális fenyegetettség mellett, ami egy külső stresszforrás, a személyiségen belüli stressz is gátlóan hathat a fogamzóképességre. Ha a nő a gyermekvállalást egyfajta teljesítménynek vagy "projektnek" tekinti, akkor ez a hozzáállás szorongáskeltő hatású, s teljesítményszorongást vált ki. Ez a pszichés hatásokra rendkívül érzékeny nemi hormonok szabályozásában zavart kelthet, elmaradhat az ovuláció vagy a fogamzás, amit a nő előbb-utóbb kudarcként fog fel. Ez a nehézség leggyakrabban diplomás illetve magasan kvalifikált nőkre jellemző, hiszen amíg egy fontos tárgyalásra, határidős feladatra valóban fókuszáltan kell készülni, a gyermekvállalás nem teljesítmény, amit időre teljesíteni kell. Ez egészen másfajta lelki hozzáállást igényel: itt épp az ellazulás a lényeg, semmiféle vészreakció nem szükséges, a görcsös erőfeszítés nem vagy ritkán hoz eredményt.
Élettanilag arról van szó, hogy ha a személy a helyzetet veszélyesnek (a teljesítménye kudarcának) tekinti, akkor szorongást él át. A szorongás hatására stresszhormonok szabadulnak fel, hogy a szervezetnek megadják a szükséges energiát a veszélyhelyzetre való felkészüléshez: a stresszhormonok a hypothalamus és az agyalapi mirigy útján (a HPG-tengelyen keresztül) közvetlen vagy közvetett módon gátlóan  hatnak a fogamzásra.
Ahogy az ábrán látható, a stressz hatására megjelenő glükokortikoidok a hypothalamusban gátolják (szaggatott nyíllal jelölve) a nemi mirigyek működését serkentő hormon (gonadotropin releasing hormon, GnRH) termelődését. Ez utóbbi hormon feladata stimulálni az agyalapi mirigyet, hogy sárgatestet (luteinizáló hormon, LH) termeljen a peteérés érdekében, illetve tüszőérlelő (follikulus stimuláló, FSH) hormont bocsásson ki az ösztrogéntermelődés fokozására. Ha azonban nincs elég GnRH, akkor az LH és az FSH sem fog kellő mennyiségben felszabadulni. A glükokortikoidok ezen kívül nemcsak közvetlenül, hanem a  nemi mirigyek működését gátló (gonadotropin-gátló, GnIH) hormonon keresztül is akadályozzák a GnRH kiválasztódását, két irányból hátráltatva a női hormontermelést.
A személy ördögi körbe kerülhet: az elhúzódó próbálkozásokat kísérő stressz gátolhatja a termékenységet, a teherbeesés elmaradása pedig szorongást kelt, ami tovább emeli a nemi hormonok termelődését gátló glükokortikoidok termelődését. Az ördögi körhöz hozzájárulhat a gyermekvágy rögeszmévé válása is: olykor a gyors „eredmény” hajszolása is okozhat cikluszavarokat.
Az elhúzódó gyermekáldásra váró párok egy idő után kivizsgálásoknak vetik alá magukat, hogy termékenységük késésének esetleges fizikai okát megtalálják. A kivizsgálások és kezelések további stresszforrást jelentenek a pár számára. Az orvosi segítségnyújtás mellett tehát mindenképpen fontos a pszichológiai támogatás is.

## A funkcionális meddőség pszichoterápiás kezelési lehetőségei
1) Stresszcsökkentés, stresszmenedzsment. Mivel nőknél a stressz hormonális és egyéb élettani hatásokon keresztül negatívan hat a reproduktív rendszer működésére és a termékenységi ciklusra, ez tovább rontja a fogantatás esélyét.  
Ennek megfelelően a pszichoterápiás eljárások legáltalánosabban a stressz csökkentésére törekednek. Ez elsődlegesen különböző stresszoldási technikák (pl. autogén tréning) elsajátítását jelenti, amelyek segítségével a személy képessé válik feszültségszintjének hatékony és tudatos szabályozására. Erről sok anyag elérhető az interneten.
2) Szupportív pszichoterápia a párkapcsolati problémák feloldására, prioritások felállítása és az egyértelmű döntés érdekében. 
Természetesen mindenkinél (és minden párnál) egyedi az, hogy milyen mértékű ez a stressz, mint ahogyan az is, hogy melyek azok a feszültséget kiváltó tényezők (stresszorok), amelyek a legnagyobb nehézséget jelentik az egyén és/vagy a pár számára. A pszichoterápia fontos célja ezeknek a stresszoroknak az azonosítása, és személyre szabott segítség nyújtása az azokkal való megküzdésben. Ilyen speciális feszültségkeltő tényezők lehetnek az alábbiak:
- A nehezített teherbeesésre vonatkozó és a lehetséges kezelésekkel kapcsolatos ismeretek hiánya, amely bizonytalanságot és így fokozott stresszt jelent. A megfelelő információk birtokában lehet előre tervezni, átlátni a döntés várható következményeit, felkészülni a bekövetkezhető nehézségekre.
- A házasságon (párkapcsolaton) belüli konfliktusok gyakoriságának növekedése, szexuális téren az együttlétek ritkulása, „tervszerűvé” válása, a spontaneitás elvesztése jelzi, hogy a fogamzás elmaradása a pár mindkét tagjára jelentős terheket ró. A kölcsönös vádaskodás és bűntudatkeltés helyett fontos, hogy próbáljanak meg nyíltan beszélni a felmerülő problémákról, szükségletekről és az esetleges elégedetlenségekről. A pszichoterápia lehetőséget nyújthat új és hatékony kommunikációs stratégiák kialakításához, amelyek elsajátításával erősödhet a párkapcsolat, és ez önmagában is segítséget jelent a stresszteli élethelyzettel való megküzdésben.
- A várt fogantatás elmaradása érzelmileg is nehezen megélhető helyzet, amelyben a reménykedést rendre a csalódottság és szomorúság időszakai követik. Vannak, akik gyermektelenségüket kudarcként, büntetésként élik meg, másoknál inkább a harag, a tehetetlenség vagy a bűntudat érzése van előtérben. A pszichoterápia lehetőséget ad ezeknek a nehéz, fájó érzéseknek a kimondására  egy védett közegben és anélkül, hogy az a  másik fél (a szakember) számára túlzottan megterhelő lenne.[12][13]

3) Kognitív terápia (CBT): a helyzet átértékelése, kilépés a szorongás ördögi köréből, maladaptív megküzdés helyett adaptív hozzáállás kialakítása (pl. annak elfogadása, hogy erőfeszítés helyett elengedettség kell stb.). Ehhez már szakember (pszichológus, pszichoterapeuta) segítségére van szükség, akik általában szülészeti-nőgyógyászati osztályokon vagy klinikai pszichológiai szakambulancián érhetők el.
Az a mód, ahogy a személy gondolkozik  a problémáiról – jelen esetben arról, hogy nem "a terv szerint" mennek a dolgok, és egyre késik  a fogamzás –, befolyásolja az énképet, a jövőképet, az érzelmi/fizikai állapotot és a viselkedést egyaránt. Noha a negatív tartalmú gondolatok megkérdőjelezhetetlenül igaznak tűnnek, gyakorta nagyon szubjektívek és torzítottak, távol vannak a valóságtól.  Sokszor előfordul például, hogy egy nő, aki sikertelenül próbálkozik teherbe esni, azt gondolja, hogy ez mindig így marad (jövendőmondás), emiatt önmagát rossznak, hibásnak (negatív szűrés), esetleg „selejtesnek” érzi (címkézés). Gondolhatja azt, hogy nem érdemli meg, hogy gyermeke születhessék, vagy akár azt is, a meddőség büntetés valamiért, amit a múltban elkövetett. A jövendőmondás, a negatív szűrés, a túláltalánosítás, a címkézés mind-mind ún. kognitív torzítások. Ezek a gondolatok azután állandó feszültséget, szorongást, stresszt hoznak létre, ami tovább rontja a teherbe esés esélyét, ez pedig újabb negatív gondolatokhoz vezet majd. Ebből az ördögi körből az jelentheti a kiutat, ha a személy – miután negatív (torzított) gondolatait és azok kedvezőtlen hatásait felismerte – képes lesz e gondolatok feszültségkeltő erejét csökkenteni azáltal, hogy reálisabbá alakítja őket. A kognitív viselkedésterápia célja, hogy a személy önállóan fel tudja ismerni saját negatív gondolatait, képes legyen azokat megváltoztatni és a helyzetet valószerűekkel helyettesíteni. (Például „Az, hogy eddig nem estem teherbe, nem jelenti azt, hogy a jövőben sem fogok”, „Amit lehet,  megteszek azért, hogy lehessen gyermekem”). Kognitív pszichoterápiával bizonyítottan megnő annak valószínűsége, hogy a várva várt baba megfoganjon.
A gyermek iránti vágy és/vagy a számos sikertelen próbálkozás a teherbeesésre gyakran azt eredményezi, hogy ez a probléma a pár életének középpontjába kerül. A korábbi életévek során szerzett tapasztalatokból vagy akár a szülőktől azt tanulták meg, hogy ha figyelmüket összpontosítják, erőfeszítéseket tesznek, akaraterejüket mozgósítják az adott probléma megoldásának érdekében, akkor (és csakis akkor) a nehézségek leküzdhetők, a szándékok, vágyak teljesülnek, sikereket érhetnek el. Ez a stratégia korábban eredményesnek bizonyult, ezért természetes, hogy a teherbeesés kapcsán is ezt próbálják alkalmazni. Emiatt viszont úgy gondolhatják, hogy azért nem jön létre a vágyott várandósság, mert nem tettek meg mindent a gyermekáldás érdekében, nem szereztek meg minden szükséges információt, nem próbálkoztak meg minden lehetséges eljárással, de érezhetnek akár bűntudatot is, ha nem arra szánnak minden rendelkezésre álló időt, hogy ezzel a kérdéssel foglalkozzanak. Ez aztán oda vezet, hogy állandóan ezen a témán rágódnak, gyötrő (negatív) gondolataiktól nem tudnak szabadulni, amitől aztán helyzetüket egyre kétségbeejtőbbnek és reménytelenebbnek, önmagukat egyre értéktelenebbnek érzik. Érthető, hogy mindez a stressz-szintjük radikális emelkedését vonja maga után, és így az a stratégia, amitől a helyzet megváltozását remélték (vagyis az, hogy minden figyelmüket és energiájukat a probléma kezelésére fordítják), meglepő módon épp maga válik a megoldás gátjává.
A teherbeesés és a testünk azonban a mindennapi megszokott dolgokhoz képest másképp működik, sokszor egyáltalán nem tervszerűen. A fogamzáshoz nem erőfeszítésre, inkább elengedettségre van szükség, amit néha nem is könnyű elérni. A különféle pszichoterápiás eljárások segíthetnek abban, hogy a gyermeket tervezők jól érezzék magukat a bőrükben, és elégedettek legyenek az életükkel, miközben arra készülnek, hogy gyermekük szülessen. A görcsös akarás elengedéséhez és így a stressz csökkentéséhez jó, ha partnerükkel egyetértésben, képzett szakember támogatása mellett döntéseket hoznak a jövőjükre vonatkozóan (például tudnak-e várni, hiszen nagyon is változó lehet, hogy ki mennyi idő után lesz várandós; nem egy megoldandó feladatnak, vagy ami még rosszabb, "projektnek" tekintik a gyereket; akarnak-e meddőségi kezelést vagy sem, stb.). Nem mindenki meddő, aki egy éven belül nem esik teherbe: nem feltétlenül kell alávetni magunkat egy teljesítményorientált világ teljesítményorientált protokolljának. Fontos eljutni oda, hogy végiggondolják: milyen lenne az életük, ha nem születik gyermekük? Tényleg csak a gyermek tud értelmet adni neki? Vannak, akik önként vállalják a gyermektelenséget...

## Ha tényleg nem születik meg a gyermek – a meddővé válás pszichés következményei
Amint az a fentiekben látható, a meddőség és a stressz szoros kapcsolatban állnak egymással.  Ha az az intenzív vágy, hogy gyermekük szülessen, valamilyen oknál fogva nehézségekbe ütközik, a párok mindkét tagja nagyfokú feszültséget és különböző negatív érzéseket (bánat, harag, tehetetlenség, bűntudat, ürességérzés stb.) élhet át. Ez kedvezőtlenül hat azután az énképükre, személyes hatékonyságuk tudatára, az életükkel vagy a párkapcsolatukkal való elégedettségükre és esetenként a szexuális életükre is, ami szintén fokozott feszültséget eredményezhet.
Talán meglepő, de számos kutatás igazolta, hogy a meddőség a számos nehézség és negatív hatás mellett erősítheti is a kapcsolatot, és közelebb hozhatja a partnereket egymáshoz. Ehhez fontos, hogy a párok nyíltan beszéljenek a gyermektelenségről, és osszák meg egymással ezzel kapcsolatos félelmeiket, szomorúságukat, haragjukat, a jövőre vonatkozó elgondolásaikat stb. A fogantatás elmaradása a pár közös problémája, de ez nem azt jelenti, hogy mindketten azonos módon élik meg azt: érzelmi reakcióik különbözőek lehetnek, és az idő előrehaladtával ezek akár változhatnak is. Egymás megértése segítséget jelent a nehézségekkel való megbirkózásban, ami a kapcsolatot is stabilabbá, szilárdabbá teheti.